# Les Tours de Meirrion
Les Tours de Meirrion est le deuxième tome de la série de bandes dessinées Lanfeust des Étoiles, paru en mars 2003. Scénarisée par Christophe Arleston et dessinée par Didier Tarquin, cette série est la suite directe de Lanfeust de Troy.

## Synopsis
Toute l'équipe est sur Meirrion, accueillie par le prince Dheluu, dans son palais. Après quelques jours enfermés, la troupe décide de sortir en ville et en douce, pour se changer les idées et s'amuser. La soirée se déroule mal car ils sont pris dans une échauffourée, ou des personnes se révélant être encore des rebelles d'Abraxar tentent de les enlever.
La tentative d'enlèvement est avortée par l'arrivée de la police au bon moment et Lanfeust et ses amis retournent chez Dheluu après avoir fini la nuit au poste. Les Princes-Marchands exigent de Lanfeust et Thanos qu'ils exposent toute  l'étendue de leur magie et de leur puissance. Swiip, Hebus, Cixi et Blongo se joignent à Lanfeust dans le but de l'aider à se défendre contre les ennemis de plus en plus puissant qui composent ces défis. Malheureusement, Blongo décède au combat.
Mais durant les épreuves, Lanfeust reçoit un message subliminal d'origine inconnue l'incitant à fuir. Lanfeust prend la décision de suivre ces conseils  et part (avec tous ses compagnons) grâce à l'aide de ces inconnus. Les inconnus sont en fait dirigés par le prince Ladhal et il révèle que Dheluu est en fait un imposteur. L'identité du prince Dheluu a été usurpée par une créature depuis longtemps, son but étant de bénéficier des pouvoirs de Lanfeust et Thanos. Lanfeust se rend compte alors que depuis son départ la confédération des rebelles d'Abraxar tentaient seulement de l'arracher aux mains de Dheluu (notamment au moment de l'attaque en vaisseau spatial (Un, deux... Troy), ou dans le bar, pendant la tentative d'enlèvement sur Meirion).
Lanfeust, Hebus, Swiip et Cixi fuient Meirrion et s'envolent en compagnie du prince Ladhal pour l'espace, en direction d'Abraxar et ses rebelles. Thanos (ainsi que Glace) reste sur Meirrion aux services du prince Dheluu,.

## Les secrets de l'album
Arleston fait, comme dans la plupart des BD qu'il écrit, des jeux de mots, des petits jeux ou messages cachés, des allusions ou clins d'œil à la culture télévisuelle, cinématographique ou tout simplement contemporaine :
- page 14 - case 1 : les petits hommes verts avec leurs casques en verre sont inspirés de Mars Attacks! ;
- page 17 - case 4 : sur la droite, Tarquin fait un hommage à la série La Caste des Méta-Barons, on y voit dessiné "Sans-Nom" (cf. Sans-Nom le dernier des Méta-Barons) ;
- page 17 - case 7 : clin d'œil à Star Wars, les aliens au premier plan et en arrière-plan ne sont autres que R2-D2, Yoda et Nien Nunb ;
- page 18 - case 1 : cette case est un hommage à George Lucas. Le personnage de droite tient dans sa main un document où on peut lire « Georges est venu avec ses potes, combien sont-ils ? ». Parmi les rebelles d'Abraxar, on reconnait l'amiral Ackbar, Jabba le Hutt. Pour corser le jeu Tarquin glisse au premier plan E.T. l'extra-terrestre et en arrière-plan à gauche Le Géant de fer ;
- page 18 - case 5 : on voit Izbarkan le sorcier sur la gauche, à côté de la serveuse ;
- page 18 - case 10 : en arrière-plan de gauche à droite on reconnait des héros de BD : le capitaine Cake, Kegoyo et Krashmonsters et Dark Vador à droite et derrière la case 11 ;
- page 19 - case 6 : à droite, au premier plan, l'orchestre provient de la Cantina de Mos Esley dans l'épisode IV de Star Wars ;
- page 21 - case 5 : sur les écrans géants des quais plusieurs BD produites par Soleil apparaissent, entre autres Téträm de Trolls de Troy ;
- page 28 - case 1 : les commentateurs de la démonstration de magie de Lanfeust et Thanos sont Jm'Iri et Tr'Iri, des caricatures de Thierry Roland et Jean-Michel Larqué ;
- page 32 - case 10 : le plan avec l'île en fond alors que les héros volent au-dessus est un hommage à l'île imaginaire de l'univers de Peter Pan ;
- page 44 - case 12 : au premier plan à gauche, la valise devant le comptoir comporte les inscriptions Endor, Hoth, Tatooine, Dagobah en clin d'œil à Star Wars. Sur la plus grande étiquette, on peut lire « www.krashmonster.com ».

## Les jeux de mots de l'album
Arleston utilise comme à l'accoutumée les jeux de mots pour les noms de ses personnages :

### Page 7
On découvre les 13 princes marchands :
- Princesse Elpheu : Cessez-le-feu ;
- Prince Porho : Port-au-Prince ;
- Prince Andhière : Incendiaire[4] ;
- Prince Khonzor : Prince consort ;
- Prince Dhegall : Prince de Galles ;
- Prince Hevant : Rincevent ;
- Prince Rainghey : Leprince-Ringuet ;
- Prince Lhepty : Le Petit Prince
- Prince Ladhal : rince la dalle (de l'expression « Se rincer la dalle »)
- Prince Dhemonaq : Prince de Monaco ;
- Princesse Ophrédla : « Aux frais de la princesse[4] » ;
- Prince Cenrhyr : pince-sans-rire ;
- Prince Dheluu : Prince de Lu.

### Page 28
Lanfeust est ses camarades sont attaqués par des Goules de Beisha (boules de geisha).

## Publication
- Soleil Productions, mars 2003,  (ISBN 2-84565-405-7)

### Documentation
- Jean-Pierre Fuéri, « Et une Cixi bien enrobée, une ! », BoDoï, no 62,‎ avril 2003, p. 13.